# Asterix (datorspel, 1993)
Astérix är ett plattformsspel från 1993, utgivet till NES, Sega Master System, SNES och Game Boy. Spelet är baserat på serien Asterix, och släpptes officiellt endast i Europa.
Spelaren kontrollerar Asterix, som skall ta sig genom Europa, i striden mot romarna och diverse vilda djur för att rädda Obelix innan Julius Caesar kastar honom till lejonen. Spelet utspelar sig år 50 före kristi födelse. och Gallien är ockuperat av romarna. En liten by i Gallien gör dock fortfarande motstånd, tack vare sin trolldryck. Men Obelix har försvunnit, och romarna meddelar att man tagit honom till fånga, och fört honom till okänd plats.